# 僕だけの愛
『僕だけの愛』（ぼくだけのあい）は、十明が2024年2月23日にEMI Recordsから配信リリースした1作目のミニ・アルバムである。

## 内容
十明は、2022年に公開された映画『すずめの戸締まり』の主題歌でボーカルを担当し、翌年に野田洋次郎プロデュースの下、シンガーソングライターとしてデビュー。Spotifyが躍進を期待する「RADAR: Early Noise 2024」にも選出されていた。
本作は2024年2月16日にリリースがアナウンスされ、ジャケットビジュアルとトレーラー映像を公開。ジャケットのアートワークはRdrahが担当した。十明は本作発表までに配信シングルを3作リリースしており、本作は3つの既存曲と2つの未発表曲で構成されている。トータルプロデュースは野田洋次郎。

## 収録曲
| 全作詞・作曲: 十明。 |                                                  |       |            |      |
| #                    | タイトル                                         | 作詞  | 作曲・編曲 | 時間 |
| 1.                   | 「灰かぶり」(編曲: knoak・野田洋次郎)            | 十明  | 十明       | 3:40 |
| 2.                   | 「Discord-disco」(編曲: 野田洋次郎・knoak)       | 十明  | 十明       | 3:17 |
| 3.                   | 「僕だけが愛」(編曲: 野田洋次郎・mabanua)        | 十明  | 十明       | 5:23 |
| 4.                   | 「メイデン」(編曲: 野田洋次郎)                   | 十明  | 十明       | 2:55 |
| 5.                   | 「蛹」(編曲: 十明・野田洋次郎・桑原彰・武田祐介) | 十明  | 十明       | 3:30 |
| 合計時間:            | 合計時間:                                        | 18:45 |            |      |